# Играта (филм, 1997)
„Играта“ (на английски: The Game) е американски игрален филм от 1997 година, криминален трилър на режисьора Дейвид Финчър по сценарий на Джон Бранкато и Майкъл Ферис.
В центъра на сюжета е успешен финансист на средна възраст, който се включва в организирана игра, която се очаква да промени изцяло живота му, създавайки постепенно въображаема реалност около неговото ежедневие. Главните роли се изпълняват от Майкъл Дъглас, Шон Пен, Дебора Кара Ънгър, Джеймс Ребхорн.
„Играта“ е номиниран за Сатурн за най-добър екшън, приключенски или трилър филм.

## В България
Филмът е излъчен по Канал 1 (БНТ) през 2002 г. с български войсоувър дублаж в превод на Димо Петков.